# Itsaatiaga
Itsaatiaga, jedna od bandi Sjevernih Pajuta (Paviotso) koji su u drugoj polovici 19. stoljeća živjeli kod Unionvillea u zapadnoj Nevadi.
Spominje ih Powell 1881.

## Vanjske poveznice
- Mono-Paviotso Indian Tribe History